# Скупштина града Бања Лука
Скупштина града Бања Лука је представничко тијело грађана, орган одлучивања и креирања политике града Бања Лука.
Она доноси: Статут, пословник, одлуке, програме, наредбе, рјешења, закључке, препоруке и резолуције. Скупштину града Бања Лука чини 31 градски одборник. Одборници се бирају на непосредним тајним изборима, на период од четири године. Конститутивна сједница скупштине се одржава најкасније 30 дана од објављивања изборних резултата и сазива је предсједник из претходног сазива.
Скупштина града Бања Лука има предсједника, два потпредсједника и секретара, које бира на временски период трајања мандата скупштине. Предсједник и потпредсједници скупштине бирају се на конститутивној сједници, из реда одборника, већином гласова од укупног броја одборника. Предсједник заступа и представља скупштину, сазива сједнице, њима предсједава и потписује акте скупштине. Потпредсједници замјењују предсједника у случају његове спријечености.

## Тренутни сазив
Према резултатима посљедњих локалних избора, одржаних 2020. године, одборничка мјеста у скупштини добили су кандидати девет странака и један независни кандидат. За предсједника Скупштине града Бања Лука 2021. године је изабран Младен Илић. Потпредник скупштине је Саша Чудић.
Владајућу већину у градској скупштини тренутно чине одборници СНСД-а, УС-а, ДЕМОС-а, СП-а и независни одборници.

## Радна тијела
Скупштина града Бање Луке има 24 стална радна тијела: 15 комисија, 4 одбора и 5 савјета.
Комисије:
| - Комисија за избор и именовања - Верификациона комисија - Комисија за правна питања - Комисија за награде и признања - Комисија за вјерска питања | - Комисија за науку и научно-истраживачку дјелатност - Комисија за утврђивање приједлога имена насеља, улица и тргова - Комисија за просторно уређење - Комисија за финансије - Комисија за комуналне послове | - Комисија за ивалидско-борачку заштиту - Комисија за заштиту околине, културног и природног насљеђа - Комисија за мјесне заједнице - Комисија за равноправност полова - Комисија за младе |

Одбори:
| - Одбор за заштиту људских права, друштвени надзор и представке - Одбор за регионалну и међународну сарадњу - Одбор за здравство - Одбор за сарадњу са невладиним организацијама и другим удружењима грађана |

Савјети:
| - Савјет за спорт - Савјет за културу - Савјет за социјалну политику и социјалну заштиту - Савјет за омладину и удружење грађана - Савјет за националне мањине |

## Предсједници
1. Ђорђе Умићевић (1997 — 1999);[5]
2. Михајло Црнадак (1999 — 2000);[6]
3. Слободан Гаврановић (2000 — 2012);
4. Будимир Балабан (2012 — 2017);
5. Зоран Талић (2017 — 2021);
6. Младен Илић (од 2021).